# Hinrich Constin

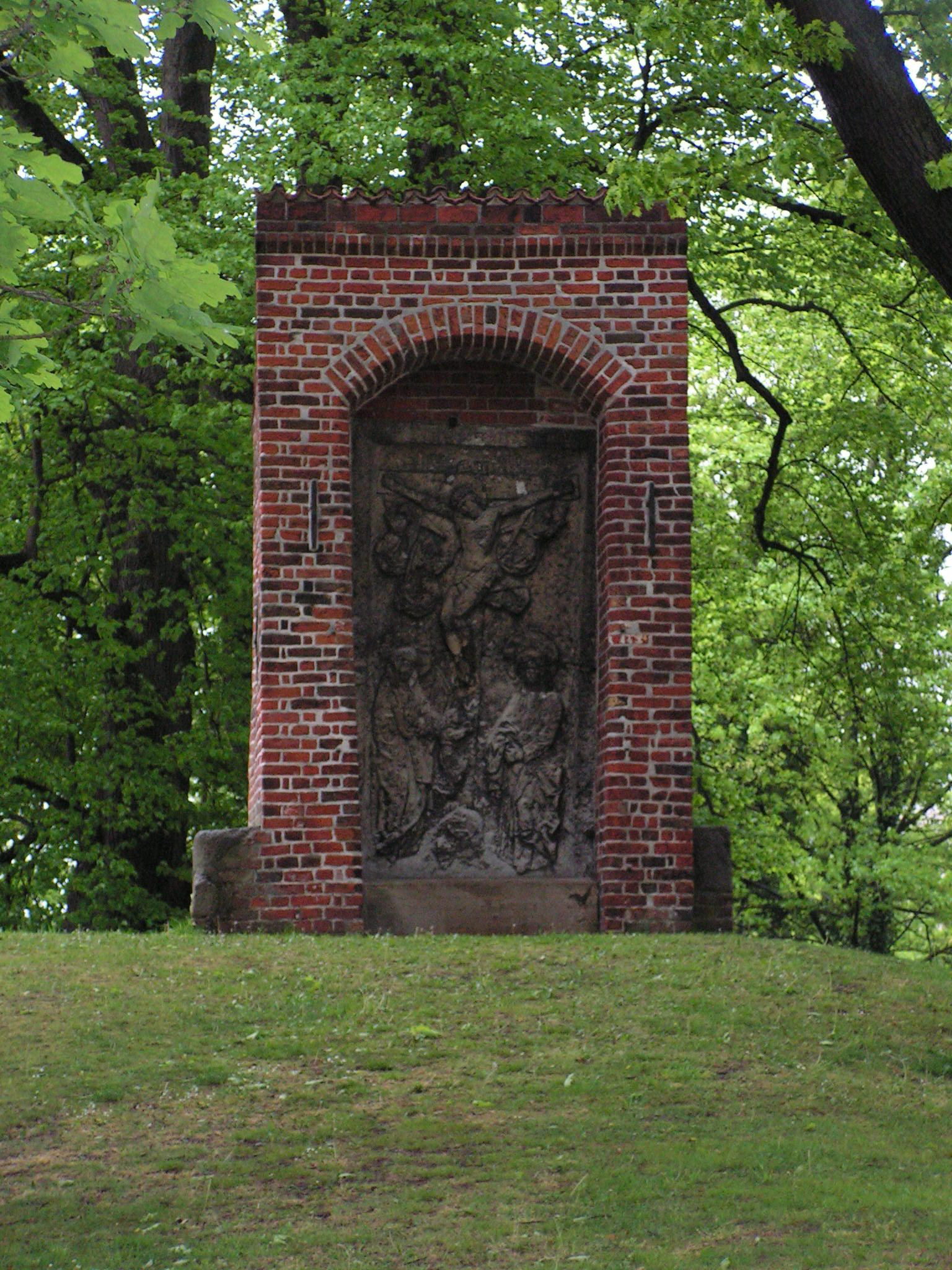
Endstation des von Constin gestifteten Kreuzweges

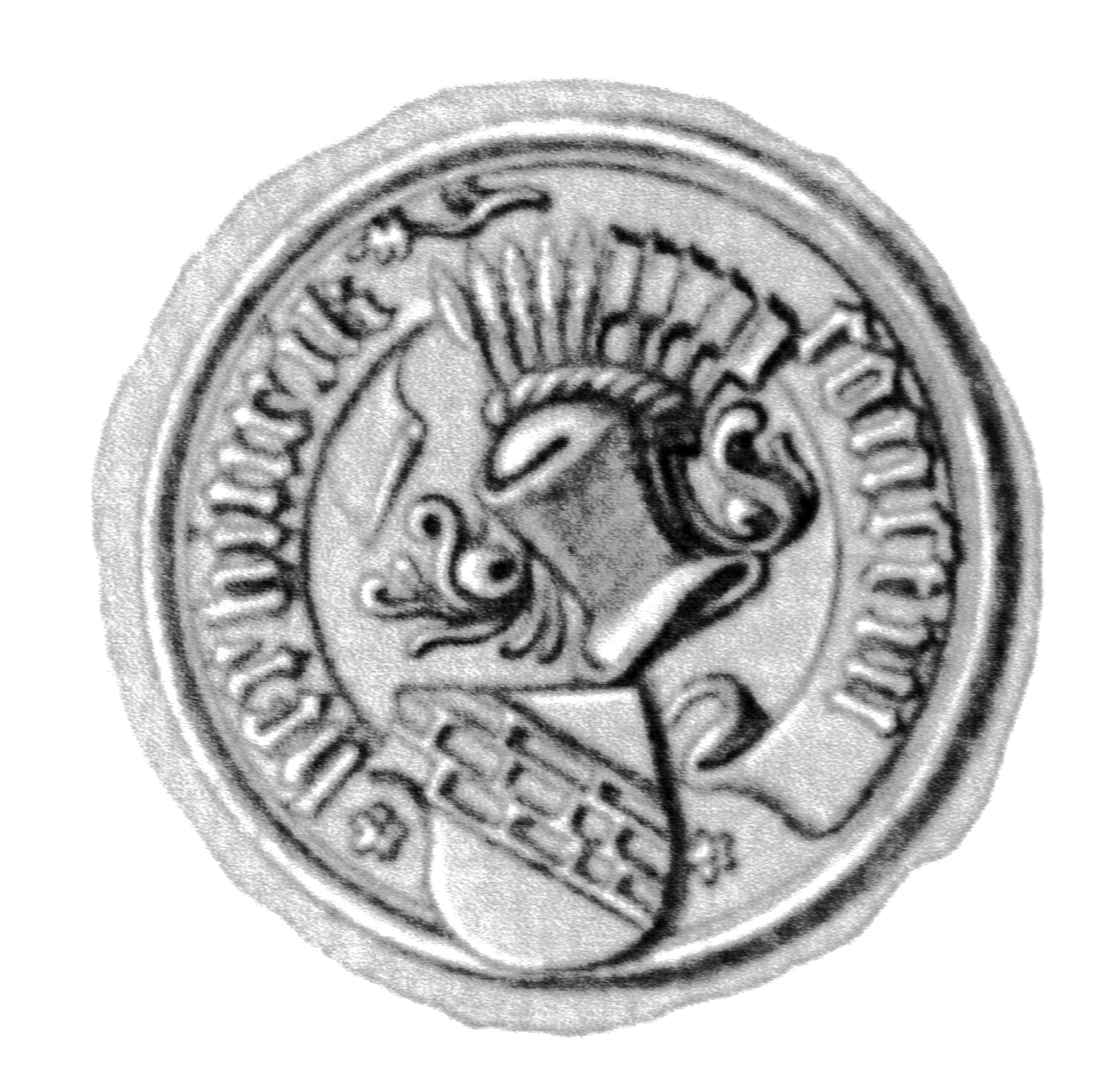
Siegel des Hinrich Constin um 1476

Hinrich Constin, auch als Heinrich Constantin erwähnt, († 28. Dezember 1482 in Lübeck) war ein bedeutender Stifter, Kaufmann und Ratsherr der Hansestadt Lübeck im Spätmittelalter.

## Leben
Constin wurde 1467 in den Rat der Stadt gewählt. 1468 machte er sich auf eine Pilgerreise ins heilige Land und vermaß dort in Jerusalem die via dolorosa. Wieder nach Lübeck zurückgekehrt veranlasste er den Nachbau des Weges in seiner Heimatstadt. Die Vollendung seiner Idee im Jahr 1493 erlebte er nicht mehr. Constin wohnte im Hoghe Hus am Koberg 2 und war seit 1430 Mitglied der Zirkelgesellschaft. Mit seinem Tod 1482 vermachte er der Stadt sein Vermögen mit der Auflage, dies für die Fertigstellung des Kreuzweges zu verwenden. Dem Kloster Marienwohlde bei Mölln vermachte er das halbe Dorf Duvensee nebst der Hälfte vom See. Die Grabplatte über dem gemeinsamen Grab mit seiner Frau Elsabe in St. Jacobi wird noch vom Senior von Melle als fast gänzlich abgetreten, also unlesbar, erwähnt. Sie hat sich genauso wenig erhalten, wie das ebenfalls bei Jacob von Melle in seiner Lubeca Religiosa beschriebene Epitaph an der Westseite des ersten Norderpfeilers.
Der Lübecker Kreuzweg beginnt bei einem Kalksandsteinrelief an der Nordseite der Jakobikirche. Es zeigt die Szene, als Jesus vor Pilatus geschleppt wird, der wiederum die sprichwörtliche Handwaschung vornimmt. Das Ende des Kreuzweges ist auf einem künstlichen Hügel (Kalvarienberg) mit einem spätgotischen Häuschen aus Backstein, in dem ein grobes Relief mit der Kreuzigungsszene aus gotländischem Kalkstein eingelassen wurde. Dieses Relief enthält auch das Wappen der Familie des Stifters. Zu seinem Gedächtnis wurde der Weg, der vom Denkmal hinunter zur Trave führt, nach ihm benannt (Konstinstraße, später auch die dortigen Kaianlagen an der Trave (Konstinkai)). Dieser Kreuzweg ist einer der ältesten seiner Art in Deutschland.

## Belege
1. ↑  Emil Ferdinand Fehling: Lübeckische Ratslinie. Lübeck 1925, Nr. 551.

| Personendaten    | Personendaten                                                  |
| ---------------- | -------------------------------------------------------------- |
| NAME             | Constin, Hinrich                                               |
| ALTERNATIVNAMEN  | Constantin, Heinrich                                           |
| KURZBESCHREIBUNG | Kaufmann und Ratsherr der Hansestadt Lübeck im Spätmittelalter |
| GEBURTSDATUM     | 14. Jahrhundert oder 15. Jahrhundert                           |
| STERBEDATUM      | 28. Dezember 1482                                              |
| STERBEORT        | Lübeck                                                         |